# Bembidion brumale
Bembidion brumale är en skalbaggsart som beskrevs av Thomas Casey. Bembidion brumale ingår i släktet Bembidion och familjen jordlöpare. Inga underarter finns listade i Catalogue of Life.